# 陽太
陽太，日本的插畫家。
主要擔任輕小說及18禁遊戲的原畫及插圖。可愛及柔軟的觸感為其作品的特徵。

## 作品列表

### 小說封面、插畫
- 蓋棺論定！、原名（Fami通文庫，著：文岡あちら）
- SH@PPLE（富士見書房，著：竹岡葉月）
- 輕小說社（MF文庫J，著：平坂讀）
- ぜのん様である!（電撃文庫、著：おかゆまさき）
- SUSHI-BU!（Fami通文庫，著：西野吾郎）
- 穿越時空的龍王與邁向滅亡的魔女之國（MF文庫J，著：舞阪洸）
- 我與她互為奴僕的主從契約（富士見書房、著：なめこ印）
- 如果究極進化的完全沉浸RPG比現實還更像垃圾遊戲的話

### 原畫
- クリムゾンレーキ（ほにゃららNOIR）
- 11eyes -罪與罰與贖的少女-、原名《11eyes CrossOver》（Lass）
- 魔法少女の大切なこと。（めろめろキュート）
- 癒されご奉仕〜夢の館で賢者タイム!〜
- 少女神域∽少女天獄 -The Garden of Fifth Zoa-（Lass）
- 迷える2人とセカイのすべて（Lass）

- G.L.M〜がーるず らいぶ めーかー〜 在電擊萌王連載

### 插圖
- 真・恋姫†無双 外史祭典（eb!、表紙）
- マジキュー4コマ 恋姫†無双（eb!、表紙・裏表紙）
- 水瓶戰記、原名《アクエリアンエイジ》（eb!、卡片插圖）
- 三国志大戦トレーディングカードゲーム（eb!、卡片插圖）
- 週刊アスキー増刊号 自作とらのまき（AMW、扉繪/卷首）
- 真髄 アイドルVer. vol.4 表紙（Comic虎之穴、表紙）

### 動畫
- 眾神中的貓神（第5話End card插圖）
- 絕對雙刃（第7話End card插圖）

## 參加作品

### 遊戲
- 沙耶之歌
- 塵骸魔京
- 機神飛翔デモンベイン

如負責Nitro+作品部分原畫和平面動畫
- E×E（柚子軟體）動畫版OP

## 外部連結
- （日語）なぎほん
- よう太的X（前Twitter）